# Андреас фон Аулок
Андреас Марія Карл фон Аулок (нім. Andreas Maria Karl von Aulock; 23 березня 1893, Кохельсдорф — 23 червня 1968, Вісбаден) — німецький офіцер, оберст вермахту. Кавалер Лицарського хреста Залізного хреста з дубовим листям.

## Біографія
Син лейтенанта Прусської армії Франца фон Аулока і його дружини Антонії, уродженої Шенгейдер. Молодший брат генерал-майора Губертуса фон Аулока.
Учасник Першої світової війни. 9 квітня 1920 року демобілізований. Пройшов підготовку офіцера резерву. З 1 грудня 1938 року — командир 10-ї роти 87-го піхотного полку. З 26 серпня 1939 року — командир 2-го батальйону 212-го піхотного полку 79-ї піхотної дивізії. Учасник Французької кампанії. З 1 листопада 1940 року — командир 226-го піхотного полку своєї дивізії. Учасник Німецько-радянської війни. В лютому 1943 року полк був повністю знищений під час Сталінградської битви, проте сам Аулок був поранений і евакуйований з котла. 24 лютого 1943 року відправлений в резерв ОКГ, а 10 березня очолив бойову групу своєї дивізії, куди увійшли рештки розбитої частини.В березні дивізія була знову сформована в районі Сталіно і Аулок очолив свій полк. Учасник боїв на Кубані. 10 листопада відряджений на курси командирів дивізій, а потім відправлений в штаб командувача військами в Нідерландах. З 15 лютого 1944 року командант фортеці Сен-Мало. Після висадки союзників у Нормандії організував оборону Сен-Мало, маючи гарнізон з близько 12000 осіб. За проявлену хоробрість отримав від американських солдатів прізвисько «Безумець із Сен-Мало» (The Madman of St. Malo). 18 серпня 1944 року разом з 400 вцілілих бійців капітулював.

## Звання
- Лейтенант (22 березня 1912)
- Оберлейтенант (18 серпня 1917)
- Гауптман запасу (21 липня 1920)
- Гауптман резерву (9 листопада 1937)
- Гауптман (20 жовтня 1938)
- Майор (23 листопада 1940)
- Оберстлейтенант (14 серпня 1940)
- Оберст (16 березня 1942)

## Нагороди
- Залізний хрест
  - 2-го класу (9 листопада 1914)
  - 1-го класу (24 лютого 1915)
- Військовий хрест Карла Едуарда (19 липня 1916)
- Почесний хрест (Ройсс) 3-го класу з мечами (28 березня 1917)
- Орден Білого Сокола, лицарський хрест 2-го класу (8 червня 1917)
- Нагрудний знак «За поранення» в сріблі (3 травня 1918)
- Почесний хрест ветерана війни з мечами (1934)
- Медаль «За вислугу років у Вермахті» 4-го класу (4 роки; 1 грудня 1938)
- Застібка до Залізного хреста
  - 2-го класу (27 листопада 1939)
  - 1-го класу (21 червня 1940)
- Німецький хрест в золоті (27 жовтня 1941)
- Медаль «За зимову кампанію на Сході 1941/42»
- Кубанський щит
- Лицарський хрест Залізного хреста з дубовим листям
  - лицарський хрест (6 листопада 1943)
  - дубове листя (№551; 16 серпня 1944)
- Відзначений у Вермахтберіхт
  - «Солдати всіх частин, які були під командуванням коменданта оберста фон Аулока, витримали натиск найсильніших ворожих сил протягом майже трьох тижнів героїчної боротьби і завдали ворогу важких кривавих втрат.» (18 серпня 1944)